# Lassitude Lake
Lassitude Lake är en sjö i Antarktis. Den ligger i Östantarktis. Australien gör anspråk på området. Lassitude Lake ligger 500 meter över havet. Den ligger vid sjöarna  North Doodle Lake och Rumdoodle Lake.
I övrigt finns följande vid Lassitude Lake:
- North Doodle Lake (en sjö)
- Rumdoodle Lake (en sjö)